# Slovenj Gradec (gemeente)
Slovenj Gradec (Duits: Windischgrätz) is een van de elf stadsgemeenten in Slovenië en ligt in Karinthië. Slovenj Gradec telt 16.779 inwoners (2002).

## Plaatsen in de gemeente
Brda, Gmajna, Golavabuka, Gradišče, Graška Gora, Legen, Mislinjska Dobrava, Pameče, Podgorje, Raduše, Sele, Slovenj Gradec, Spodnji Razbor, Stari trg, Šmartno pri Slovenj Gradcu, Šmiklavž, Tomaška vas, Troblje, Turiška vas, Vodriž, Vrhe, Zgornji Razbor

## Partnersteden
- Český Krumlov (Tsjechië)

## Geboren in Slovenj Gradec
- Hugo Wolf, 13 maart 1860 - 22 februari 1903, Oostenrijks componist
- Vinko Ošlak, 23 juni 1947, schrijver
- Katarina Srebotnik, 12 maart 1981, Sloveens tennisster
- Marko Šuler, 9 maart 1983, profvoetballer
- Tina Maze, 2 mei 1983, alpineskiester

Črna na Koroškem · Dravograd · Mežica · Mislinja · Muta · Podvelka · Prevalje · Radlje ob Dravi · Ravne na Koroškem · Ribnica na Pohorju · Slovenj Gradec · Vuzenica